# High (María Becerra)
High è un singolo della cantante argentina María Becerra, pubblicato il 27 novembre 2019.

## Video musicale
Il video musicale è stato reso disponibile in concomitanza con l'uscita del brano. Ne è stato realizzato anche uno per la versione remix, che è stato diretto da Julian Levy.

## Tracce
Testi e musiche di María Becerra e Big One.
Download digitale
1. High – 3:07

Download digitale – Remix
1. High (con Tini e Lola Índigo) (Remix) – 4:04

## Formazione
- María Becerra – voce
- Big One – produzione

## Classifiche
| Classifica (2020) | Posizione massima |
| ----------------- | ----------------- |
| Argentina         | 2                 |
| Spagna            | 62                |